# Sidney W. Fox
Sidney Walter Fox (Los Angeles, 24 marzo 1912 – 10 agosto 1998) è stato un biochimico statunitense.
Noto per le sue ricerche sull'origine della vita, Fox ha studiato la possibile sintesi di amminoacidi da molecole inorganiche, la sintesi di amminoacidi proteici e polimeri di amminoacidi da molecole inorganiche sottoposte a riscaldamento. Nel 1958 i suoi esperimenti di copolimerizzazione termica di amminoacidi portarono alla formazione di microsfere chiamate "proteinoidi", considerate come protobionti ovvero come possibili precursori della cellula procariote.